# Francesco di Alessandro Leoncini
Francesco di Alessandro Leoncini (Pistoia, intorno al 1590 – Pistoia, 7 dicembre 1647) è stato un pittore italiano.

## Biografia
Formatosi a Firenze, nella bottega di Bernardino Poccetti, collaborò con quest'ultimo nel 1612 in un ciclo di affreschi presso la Villa Le Corti a San Casciano in Val di Pesa e in una tela monocroma raffigurante La fermezza d'animo di Margherita d'Austria durante una tempesta di mare presso Barcellona nella Basilica di San Lorenzo (Firenze). Gran parte della sua attività successiva si svolse però nella città natale.
Lavorò innanzitutto per la Chiesa di San Francesco (dove lavorò con Alessio Gemignani) eseguendo una pala con Santa Eulalia ed una tavola con "San Giovanni Evangelista e Santa Margherita" e restaurando una tavola duecentesca di San Francesco, con storie della sua vita nella Cappella Bracciolini - oggi al Museo Civico - opere tutte disperse.
Lavorò per la Chiesa di San Bartolomeo a Monteoliveto e collaborò con Livio Mehus, Francesco Desideri, Agostino Melissi e Giacinto Gimignani nella decorazione di un ciclo pittorico su san Giovanni Battista nella omonima chiesa pistoiese, distrutto dai bombardamenti del 1944. Nel 1632 dipinse una Resurrezione di Cristo per la Chiesa di San Benedetto, successivamente collocata nel Seminario vescovile.